# Paphiopedilum niveum
Paphiopedilum niveum é uma espécie de orquídea (Orchidaceae) do Sudeste Asiático.